# Кинологический союз Республики Сербской

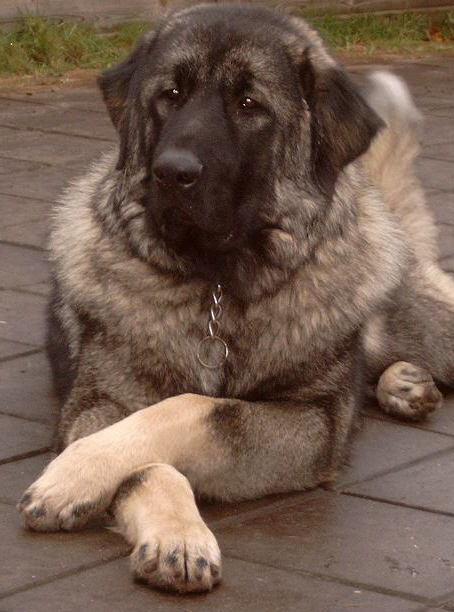
Шарпланинская овчарка

Кинологический союз Республики Сербской (серб. Кинолошки савез Републике Српске), сокращённо КСРС — организация, которая занимается управлением кинологическими организациями (клубами собаководов и т.п.), организацией выставок собак, соревнований и ярмарок на территории Республики Сербской. Союз сотрудничает с Министерством сельского хозяйства, лесных и водных ресурсов Республики Сербской, а также с Кинологическим союзом Республики Сербия. Основные задачи — популяризация, разведение и совершенствование кинологии в Республике. Штаб-квартира — Баня-Лука, Видовданская улица, д. 49.

## История
9 марта 1996 года состоялся учредительный съезд членов Кинологического союза Республики Сербской в Баня-Луке, а сама организация зарегистрирована официально 9 апреля в том же городе. На съезде присутствовали представители все клубов собаководства Республики Сербской, представители Кинологического союза Республики Сербии и Югославского кинологического союза. Миленко Шарич был избран президентом союза, заместителями — Небойша Шврака и Раде Пайич, первым секретарём — Мирослав Гайич, также как первый делегат КСРС при Югославском кинологическом союзе.
Первая выставка собак прошла в апреле 1996 года в Градишке, вторая — в мае в Баня-Луке, затем в Брчко, в сентябре в Приедоре и в октябре в Биелине. Первая республиканская выставка собак всех пород прошла в Градишке в апреле 1997 года.

## Структура

### Руководство
В управляющий комитет Кинологического союза входят 7 человек, не считая президента и заместителя президента.
- Председатель Управляющего комитета: Мидораг Бошняк
- Заместитель председателя Управляющего комитета: Предраг Узелац
- Председатель Скупщины КСРС: Ранко Вучен
- Заместитель председателя Скупщины КСРС: Драган Слиепчевич
- Секретарь союза: Боян Ченич

### Комиссии при союзе
- Уставная комиссия Кинологического союза Республики Сербской (5 постоянных членов)
- Наблюдательный совет
- Дисциплинарная комиссия

Дисциплинарный прокурор
- Комиссия по кадрам и манифестациям
- Комиссия по связям с общественностью
- Судьи Кинологического союза Республики

## Клубы собаководов в Республике Сербской
- Семберия (Биелина)
- Дервента (Дервента)
- Прим. др. Зоран Янюшевич (Добој)
- Приедор (Приедор)
- Српска-Костайница (Слабиня)
- Србац (Разбой)
- Требине (Требине)
- Челинац (Челинац)
- Баня-Лука (Баня-Лука)
- Теслич (Теслич)
- Пале (Пале)
- Клуб собаководов и любителей гончих псов
- Региональное кинологическое общество «Дрина» (Вишеград)
- Клуб собаководов МВД Республики Сербской и Центр обучения служебных собак (Братунац)
- Мой пёс (Градишка)
- Козарска-Дубица (Козарска-Дубица)
- Клуб доберманов Республики Сербской (Баня-Лука)
- Братунац (Братунац)
- Терьер-клуб «Козлук» (Козлук)
- Лакташи (Лакташи)
- Шапшица (Лакташи)
- Клуб немецких овчарок (Баня-Лука)
- Ретривер-клуб Республики Сербской (Баня-Лука)
- Бернардинец-клуб (Баня-Лука)